# فواز رشدي (شخصية كرتونية)
المدرب فواز رشدي (روبيرتو هونجو)، المعلم الخاص للكابتن ماجد الذي ساعد كثيرا في صقل مواهب بطلنا، وهو أيضا اللاعب البرازيلي السابق الذي عاش مأساة في شبابه عندما أصيبت عينه بانفصال في الشبكية Detachment Of The Retina، أثناء أحد المباريات، مما منعه من المشاركة مع منتخب بلاده في كأس العالم بالرغم من أنه أفضل نجوم المنتخب، ولكن كانت الإصابة له بالمرصاد في طريق حلمه باللعب مع منتخب بلاده، ولكن أمله الباقي هو أن يفوز ماجد بكأس العالم باعتبار أن ماجد تلميذه النجيب وباعتبار أن نجاح ماجد يكون بالتالي نجاحا له.
في السلسلة الثانية، يدرب فواز، كارلوس سانتانا، ويعلمه العديد من التقنيات والمهارات. فواز هو المدرب لمنتخب البرازيل. طبعا اعتبرت فواز مجازًا في التصنيف على أنه غير لاعب.
في المانجا التي تم ترجمتها اعتماد اسم «فواز رشدي» بدلا من «روبيرتو هونجو» بالرغم من كون فواز برازيليًا. في الأنمي المدبلج للعربية، تم اعتماد اسم «فواز» في الجزء الأول والثاني، و (فواز رشدي) في الثالث

## مرجع
1. ↑  "⚽|| Roberto Hongo ||⚽ | Wiki | امبراطورية الأنمي Amino". امبراطورية الأنمي | aminoapps.com. مؤرشف من الأصل في 2020-06-09. اطلع عليه بتاريخ 2020-06-09.